# Linea Kisuki
La linea Kisuki (木次線?, Kisuki-sen) è una linea ferroviaria regionale che collega la città di Shōbara, nella prefettura di Hiroshima, alla stazione di Shinji, nella città di Matsue della prefettura di Shimane. La linea è a scartamento ridotto, non elettrificata e a binario singolo. È gestita dalla West Japan Railway Company (JR West).

## Servizi
La linea è interessata da traffico locale, con un treno ogni 1 o 2 ore sul tratto più trafficato, fra Shinji e Kisuki, e frequenze minori sul resto della linea.
Durante la bella stagione viene esercitato anche un treno turistico denominato Oku-Izumo Orochi.

## Stazioni
| Stazione      | Giapponese | Distanza interst. | Distanza totale | Collegamenti            | Posizione     | Posizione |
| ------------- | ---------- | ----------------- | --------------- | ----------------------- | ------------- | --------- |
| Shinji        | 宍道       | -                 | 0.0             | Linea principale San'in | Matsue        | Shimane   |
| Minami Shinji | 南宍道     | 3.6               | 3.6             |                         | Matsue        | Shimane   |
| Kamonaka      | 加茂中     | 5.1               | 8.7             |                         | Unnan         | Shimane   |
| Hataya        | 幡屋       | 3.1               | 11.8            |                         | Unnan         | Shimane   |
| Izumo Daitō   | 出雲大東   | 2.1               | 13.9            |                         | Unnan         | Shimane   |
| Minami Daitō  | 南大東     | 3.6               | 17.5            |                         | Unnan         | Shimane   |
| Kisuki        | 木次       | 3.6               | 21.1            |                         | Unnan         | Shimane   |
| Hinobori      | 日登       | 3.7               | 24.8            |                         | Unnan         | Shimane   |
| Shimokuno     | 下久野     | 6.7               | 31.5            |                         | Unnan         | Shimane   |
| Izumo Yashiro | 出雲八代   | 5.9               | 37.4            |                         | Okuizumo Nita | Shimane   |
| Izumo Minari  | 出雲三成   | 4.1               | 41.5            |                         | Okuizumo Nita | Shimane   |
| Kamedake      | 亀嵩       | 4.4               | 45.9            |                         | Okuizumo Nita | Shimane   |
| Izumo Yokota  | 出雲横田   | 6.4               | 52.3            |                         | Okuizumo Nita | Shimane   |
| Yakawa        | 八川       | 4.0               | 56.3            |                         | Okuizumo Nita | Shimane   |
| Izumo Sakane  | 出雲坂根   | 7.0               | 63.3            |                         | Okuizumo Nita | Shimane   |
| Miinohara     | 三井野原   | 6.4               | 69.7            |                         | Okuizumo Nita | Shimane   |
| Yuki          | 油木       | 5.6               | 75.3            |                         | Shōbara       | Hiroshima |
| Bingo Ochiai  | 備後落合   | 6.6               | 81.9            | Linea Geibi             | Shōbara       | Hiroshima |

## Materiale rotabile
- Automotrice KiHa 120